# San Antonio de Areco
San Antonio de Areco ist eine Stadt im östlichen Argentinien, sie ist Verwaltungssitz des gleichnamigen Partido San Antonio de Areco in der Provinz Buenos Aires. 

## Geografie
Der Ort liegt in der flachen Pampa-Ebene am Río Areco, der 40 km flussabwärts in den südlichen Arm des Río Paraná mündet. 
Die Landeshauptstadt Buenos Aires, zu deren Einzugsgebiet auch San Antonio de Areco zählt, befindet sich gut 100 km südöstlich.

## Geschichte und Kultur
Im 16. Jahrhundert führte eine Passage südlich des Paraná Richtung Nordwesten nach Alto Perú und Paraguay. Der Ursprung der Gauchos wird hier verortet.
Die Stadtgründung wird durch die eine urkundliche Bestätigung als Parroquias de campaña vom 23. Oktober 1730 angesehen.
Ende des 19. Jahrhunderts verbrachte der Schriftsteller Ricardo Güiraldes hier seine Jugend, was er kurz vor seinem Tod 1926 literarisch verarbeitete.

## Sehenswürdigkeiten
Die Alte Brücke, der Parque Criollo mit dem Ricardo Güiraldes Gaucho Museum, die Pulpería La Blanqueada, die Kirche San Antonio de Padua, das Bürgermeisterhaus und die Estancia La Porteña stehen auf der Liste der Nationalen Historischen Monumente Argentiniens.

## Städtepartnerschaft
Es besteht eine Partnerschaft zu Laredo,  Texas, USA.